# Эджвортстаун (станция)
Эджвортстаун — железнодорожная станция, открытая 8 ноября 1855 года и обеспечивающая транспортной связью одноимённый посёлок в графстве Лонгфорд, Республика Ирландия. До 1990-х годов называлась Мострим.